# سرگی ماکاروف (بازیکن هاکی روی یخ)
سرگی ماکاروف (روسی: Серге́й Михайлович Макаров؛ زادهٔ ۱۹ ژوئن ۱۹۵۸) بازیکن هاکی روی یخ اهل اتحاد جماهیر شوروی سوسیالیستی است.

از باشگاه‌هایی که او در آن بازی کرده‌، می‌توان به کلگری فلیمس اشاره کرد.
ماکاروف همچنین برندهٔ جوایزی همچون تالار افتخارات هاکی شده‌است.